# XXX LCFA Senior
La XXX LCFA Senior è la 30ª edizione del campionato di football americano, organizzato dalla FCFA.

## Squadre partecipanti
| Club                              | Città                  | Stadio | Sponsor ufficiale | Risultato nella stagione 2017 |
| --------------------------------- | ---------------------- | ------ | ----------------- | ----------------------------- |
| Argentona Bocs                    | Argentona              |        |                   |                               |
| Barberá Rookies                   | Barberà del Vallès     |        |                   |                               |
| Barcelona Búfals                  | Barcellona             |        |                   |                               |
| Barcelona Pagesos                 | Barcellona             |        |                   |                               |
| Barcelona Uroloki                 | Barcellona             |        |                   |                               |
| Salt Falcons/ Vall d'Aro Senglars | Salt                   |        |                   |                               |
| Terrassa Reds                     | Terrassa               |        |                   |                               |
| Vilafranca Eagles                 | Vilafranca del Penedès |        |                   |                               |

## Stagione regolare

### Calendario

#### 1ª giornata
| 25 novembre 2017, ore 16:00 | Barberá Rookies | 27 – 25 referto | Barcelona Búfals |  |

| 26 novembre 2017, ore 11:30 | Barcelona Uroloki | 27 – 19 referto | Vilafranca Eagles |  |

| 26 novembre 2017, ore 12:30 | Terrassa Reds | 51 – 0 referto | Barcelona Pagesos |  |

| 26 novembre 2017, ore 17:00 | Salt Falcons /Vall d'Aro Senglars | 15 – 20 referto | Argentona Bocs |  |

#### 2ª giornata
| 16 dicembre 2017, ore 15:00 | Barcelona Pagesos | 0 – 47 referto | Argentona Bocs |  |

| 16 dicembre 2017, ore 16:00 | Barberá Rookies | 8 – 40 referto | Terrassa Reds |  |

| 17 dicembre 2017, ore 11:00 | Barcelona Búfals | 38 – 7 referto | Vilafranca Eagles |  |

| 17 dicembre 2017, ore 12:30 | Barcelona Uroloki | 20 – 7 referto | Salt Falcons/ Vall d'Aro Senglars |  |

#### 3ª giornata
| 14 gennaio 2018 | Barcelona Búfals | 34 – 33 referto | Barcelona Uroloki |  |

| 14 gennaio 2018, ore 11:30 | Vilafranca Eagles | 7 – 19 referto | Salt Falcons/ Vall d'Aro Senglars |  |

| 14 gennaio 2018, ore 12:30 | Terrassa Reds | 20 – 0 referto | Argentona Bocs |  |

| 14 gennaio 2018, ore 15:30 | Barcelona Pagesos | 0 – 54 referto | Barberá Rookies |  |

#### 4ª giornata
| 27 gennaio 2018, ore 16:00 | Barberá Rookies | 25 – 26 referto | Vilafranca Eagles |  |

| 28 gennaio 2018, ore 12:30 | Barcelona Uroloki | 20 – 21 referto | Barcelona Pagesos |  |

| 28 gennaio 2018, ore 12:30 | Terrassa Reds | 30 – 6 referto | Salt Falcons/ Vall d'Aro Senglars |  |

| 28 gennaio 2018, ore 17:00 | Argentona Bocs | 35 – 19 referto | Barcelona Búfals |  |

#### 5ª giornata
| 10 febbraio 2018, ore 16:30 | Barcelona Uroloki | 20 – 40 referto | Terrassa Reds |  |

| 11 febbraio 2018, ore 11:30 | Vilafranca Eagles | 25 – 0 referto | Barcelona Pagesos |  |

| 11 febbraio 2018, ore 12:00 | Salt Falcons /Vall d'Aro Senglars | 21 – 14 referto | Barcelona Búfals |  |

| 11 febbraio 2018, ore 17:00 | Argentona Bocs | 20 – 14 referto | Barberá Rookies |  |

#### 6ª giornata
| 24 febbraio 2018, ore 16:00 | Barcelona Pagesos | 13 – 41 referto | Barcelona Búfals |  |

| 25 febbraio 2018, ore 11:30 | Vilafranca Eagles | 0 – 31 referto | Terrassa Reds |  |

| 25 febbraio 2018, ore 17:00 | Argentona Bocs | 14 – 34 referto | Barcelona Uroloki |  |

| 25 febbraio 2018, ore 17:00 | Salt Falcons /Vall d'Aro Senglars | 15 – 27 referto | Barberá Rookies |  |

#### 7ª giornata
| 17 marzo 2018, ore 15:00 | Barcelona Pagesos | 12 – 21 referto | Salt Falcons/ Vall d'Aro Senglars |  |

| 17 marzo 2018, ore 16:00 | Barberá Rookies | 40 – 26 referto | Barcelona Uroloki |  |

| 18 marzo 2018, ore 11:00 | Barcelona Búfals | 26 – 10 referto | Terrassa Reds |  |

| 18 marzo 2018, ore 11:30 | Vilafranca Eagles | 0 – 47 referto | Argentona Bocs |  |

### Classifica
La classifica della regular season è la seguente:
- PCT = percentuale di vittorie, G = partite giocate, V = partite vinte,  P = partite perse, PF = punti fatti, PS = punti subiti

| Pos. | Squadra                           | PCT  | G | V | N | P | PF  | PS  |
| ---- | --------------------------------- | ---- | - | - | - | - | --- | --- |
| 1    | Terrassa Reds                     | .857 | 7 | 6 | 0 | 1 | 222 | 60  |
| 2    | Argentona Bocs                    | .714 | 7 | 5 | 0 | 2 | 183 | 102 |
| 3    | Barberá Rookies                   | .571 | 7 | 4 | 0 | 3 | 195 | 152 |
| 4    | Barcelona Búfals                  | .571 | 7 | 4 | 0 | 3 | 197 | 146 |
| 5    | Barcelona Uroloki                 | .429 | 7 | 3 | 0 | 4 | 180 | 175 |
| 6    | Salt Falcons/ Vall d'Aro Senglars | .429 | 7 | 3 | 0 | 4 | 104 | 130 |
| 7    | Vilafranca Eagles                 | .286 | 7 | 2 | 0 | 5 | 84  | 187 |
| 8    | Barcelona Pagesos                 | .143 | 7 | 1 | 0 | 6 | 46  | 259 |

## Playoff

### Tabellone
|  | Semifinali | Semifinali       | Semifinali |                 |   | XXX Final de la LCFA | XXX Final de la LCFA | XXX Final de la LCFA |  |
|  |            |                  |            |                 |   |                      |                      |                      |  |
|  | 1          | Terrassa Reds    | 13         |                 |   |                      |                      |                      |  |
|  | 1          | Terrassa Reds    | 13         |                 |   |                      |                      |                      |  |
|  | 4          | Barcelona Búfals | 0          |                 |   |                      |                      |                      |  |
|  | 4          | Barcelona Búfals | 0          |                 | 1 | Terrassa Reds        | 19                   |                      |  |
|  |            |                  |            |                 | 1 | Terrassa Reds        | 19                   |                      |  |
|  |            |                  | 3          | Barberá Rookies | 8 |                      |                      |                      |  |
|  | 3          | Barberá Rookies  | 3          | Barberá Rookies | 8 | 20                   |                      |                      |  |
|  | 3          | Barberá Rookies  |            |                 |   |                      |                      |                      |  |
|  | 2          | Argentona Bocs   | 13         |                 |   |                      |                      |                      |  |

### Semifinali
| 8 aprile 2018, ore 12:30 | Terrassa Reds | 13 – 0 | Barcelona Búfals |  |

| 8 aprile 2018, ore 17:00 | Argentona Bocs | 13 – 20 | Barberá Rookies |  |

### XXX Final de la LCFA
| 21 aprile 2018, ore 17:30 | Terrassa Reds | 19 – 8 | Barberá Rookies |  |

## Verdetti
- Terrassa Reds Campioni della LCFA (3º titolo)